# 北米ボクシング協会
北米ボクシング協会（North American Boxing Association）は、世界ボクシング協会（WBA）傘下の北米地域の王座認定団体。略称はNABA。本部はカナダのトロント。

## 概要
北米ボクシング協会（NABA）は、老舗団体の世界ボクシング協会（WBA）傘下の地域タイトルではあるが、設立年度が新しいため認知度はいまひとつである。また、ボクシングの王座を認定する団体の増加により、地域団体の数も増加したため、それほどタイトルマッチは行われていない。NABA王座を獲得すると、WBAの世界ランキング（15位以内）入りが期待できる。
NABA王座の認定は1997年から。

## タイトル承認料
NABA本部への支払い額
- プロモーター：2500ドル
- 王者：ファイトマネーの3% （最低支払額は300ドル）
- 挑戦者：ファイトマネーの3% （最低支払額は200ドル）
- 王座決定戦；出場選手それぞれファイトマネーの3% （最低支払額は250ドル）
- チャンピオンベルト：500ドル （王座が交代した時のみ）

派遣された役員（official）への支払い額
- 立会人：500ドル
- ジャッジ:300ドル
- レフェリー：400ドル

## その他の北米タイトル
- 北米ボクシング連盟（NABF） WBC傘下の北米王座
- 北米ボクシング機構（NABO） WBO傘下の北米王座